# トーホウジャッカル
トーホウジャッカル（欧字名:Toho Jackal、2011年3月11日 - ）は、日本の競走馬、種牡馬。
2014年の菊花賞（GI）優勝馬。デビュー149日目で菊花賞優勝を果たし、史上最速記録を樹立した。東日本大震災当日に生まれたことで知られる。

## デビューまで

### 誕生までの経緯

#### 母トーホウガイア
トーホウガイアは、2001年にアメリカで生産された父アンブライドルズソング、母父ヌレイエフの牝馬である。冠名「トーホウ」を用いる日本の馬主、東豊物産株式会社が購入し、2003年に輸入、持ち込まれた。JRA美浦トレーニングセンターの古賀史生厩舎のもと、競走馬としてデビューし2戦0勝。それから岩手競馬・千葉四美厩舎に移籍、転厩し、5連勝や3連勝を含む18戦9勝を記録。 2005年11月26日付で地方競馬の競走馬登録を抹消した。抹消後は、東豊物産が所有を継続し、北海道日高町の竹島幸治牧場に繁殖牝馬として繋養。「仔分け」という形式で所有された。

#### 竹島幸治牧場
1963年開業の竹島幸治牧場は、繁殖牝馬およそ15頭を繋養するサラブレッド生産牧場である。2代目の竹島幸治と牧場長の飯田秀倫、高根将来とパートスタッフ2人で運営していた。牧場生産馬初めてのJRA重賞タイトルは、トーホウシャインで制した2008年マーメイドステークス（GIII）であった。牧場長の飯田秀倫は、スペシャルウィークをきっかけに競馬に魅了されており、それまで馬に触れたことすらなかったが、馬産の道を選択。名古屋大学を卒業後、竹島牧場に就職していた。入社後の飯田の働きぶりを見ていた竹島は、飯田とともに「将来の夢を持とう」と、竹島が所有する繁殖牝馬にスペシャルウィークを交配。そして産まれた仔が、東豊物産に売却されてトーホウシャインとなり、牧場に重賞タイトルをもたらしていた。
仔分けという形で、2006年から竹島牧場で繋養されたトーホウガイアは、東豊物産株式会社社長の高橋照夫が交配相手を決めていた。初年度からデュランダル、トーホウエンペラー、フジキセキ、ファンタスティックライトと交配を行い、4年で3頭を生産。父フジキセキの2番仔は後に芝1200メートルの重賞を勝利することになるトーホウアマポーラである。5年目、2010年の交配相手には、高橋が「中長距離適性のある種牡馬」「長距離で活躍する馬を作りたい」としてスペシャルウィークを選択していた。2011年3月11日、竹島牧場にてトーホウガイアの4番仔である牡馬（後のトーホウジャッカル）が誕生する。4番仔は栗毛、それも尾花栗毛であった。

### 幼駒時代

#### 3月11日 - 生い立ち
4番仔が生まれた2011年3月11日は、東日本大震災の当日である。誕生は、発災した午後2時46分の「その数時間後」（村本浩平）だったという。牧場や馬への被害はなく、特に影響はなかった。飯田によれば津波の映像を見たのはその日の夜遅くになってからだという。竹島は「地震があると産気づく馬が多いんです。この子の母親はお産が遅れることが多いのに、普通の早さで生まれた」と述べている。誕生直後は、体重62キログラムを有する「立派な栗毛馬」（飯田）だったが、少食で体重が増加しなかった。飯田によれば体を大きくするために「試行錯誤した一頭」だったという。また気性は穏やかで、人に歯向かうことはなかった。2012年、1歳2月には、高い牧柵を飛び越えてしまったが、軽い擦り傷に留まっている。この様子を見た竹島は「ジャンプレースの馬みたいだな」と感じていた。
1歳11月2日、北海道浦河町の武田ステーブルに移動し、育成を実施。2歳となってからは軽種馬育成調教センター（BTC）を使った運動もなされていた。武田ステーブルでの評価は高く、ステーブル専務の武田浩典が、ペーパーオーナーゲームの取材に対し、この4番仔を1番手で推奨するほどだった。この4番仔は、東豊物産の冠名「トーホウ」に「ジャッカル」を組み合わせた「トーホウジャッカル」という競走馬名が与えられる。トーホウジャッカルは、栗東トレーニングセンターの谷潔調教師による管理が決定した。トーホウアマポーラなど兄姉は、田島良保厩舎に入厩していたが、2013年に田島が調教師を勇退して厩舎が解散。高橋はその代わりとして、田島の弟弟子である谷を指名していた。

#### 腸炎発症
当初は、2歳夏頃の入厩と、秋のデビューが考えられていた。しかし、入厩間近の8月に原因不明の熱発と、ウイルス感染に伴う肺炎と腸炎を発症。特に腸炎は「重度」「重い」ものであった。熱に浮かされて、正しく歩くこともできず、「肛門は開きっぱなしで、ペニスもダラーンと出てたまま」（武田）、それに点滴で栄養を補給していた。19日間にわたる入院と治療により、一命を取り留めることには一応成功。ただし、治療を乗り越えたトーホウジャッカルの身体は衰弱していた。谷は500キログラムある「馬っぷり」を高く買っていたが、治療後は50キログラム以上痩せて450キログラム。竹島によれば「骨と皮」の状態。谷はその姿から「競走馬になれないかもと思った」と考えられた。その後、9月に運動を再開。時間をかけて失った馬体を取り戻し、3歳となった1月31日に276日過ごした武田ステーブルを卒業。276日は「最長クラスの利用日数」（田中哲実）だったという。3月末、栗東トレーニングセンターの谷潔厩舎に入厩する。デビューが遅れたことから、2歳11月の第1回クラシック登録、3歳1月の第2回クラシック登録はしていなかった。

## 競走馬時代

### デビューから148日間（2014年5月31日 - 10月25日）
東京優駿（日本ダービー）が行われる前の日である2014年5月31日、京都競馬場の未勝利戦（芝1800メートル）に酒井学が騎乗してデビューを果たす。谷は酒井の起用理由を「うちの馬によく乗ってくれているので、（酒井）学に頼むという感じ」と述べている。ゲート試験を合格したばかり、仕上がっていない状態で既走馬を相手にして10着。勝ち馬から1.0秒離される敗退だったが、酒井は使った末脚に手ごたえを感じとっていた。「この時の感触が他の馬にはないものを感じた（中略）秘めたものを持っている」として、直後に谷へ次戦以降の騎乗を志願している。
6月22日、阪神競馬場の未勝利戦（ダート1800メートル）は、函館競馬場での騎乗を選んだ酒井に代わって幸英明が騎乗し9着。7月12日、酒井が舞い戻って臨んだ中京競馬場の未勝利戦（芝1600メートル）では、5番手から抜け出し、追い上げる2番人気をハナ差封じて初勝利。それから8月3日、小倉競馬場の古馬混合戦500万円以下（芝1800メートル）では先行して直線で抜け出し、後方に1馬身4分の1差をつけて連勝、2勝目とした。9月6日、小倉の古馬混合戦、玄海特別（1000万円以下、芝2000メートル）では中団から追い込むも2着まで、クビ差、タイム差なしの2着であった。
9月28日、菊花賞のトライアル競走である神戸新聞杯（GII）で重賞初出走となる。東京優駿（日本ダービー）優勝馬ワンアンドオンリー、重賞3着2回のサトノアラジン、きさらぎ賞優勝馬トーセンスターダムらが人気を集める一方で、トーホウジャッカルは63.6倍の9番人気だった。スタートから中団に待機、直線では前を行くワンアンドオンリー、サウンズオブアースの間からの進出を考えていたが、サウンズオブアースに阻まれる不利があった。外に持ち出してから追い上げて前を行く2頭に迫り、3頭並んで入線した。ワンアンドオンリーにアタマ+アタマ差、サウンズオブアースにアタマ差及ばず3着。ダービー馬と僅差の走りに酒井は「絶対に勝っていたレース。次こそは、菊花賞こそはギャフンと言わせたい。あの2頭には絶対に負けたくない」と述べていた。3着だったために菊花賞の優先出走権を獲得、谷も菊花賞出走を表明している。ただし、トーホウジャッカルはクラシック登録を行っていなかったため、追加登録料200万円を支払った上での菊花賞参戦となった。

### デビュー149日目の菊花賞（2014年10月26日）

#### 展開
10月26日、菊花賞（GI）に臨む。前々日発売では、数々の重賞優勝馬を押しのけて1.4倍の1番人気に推されていたが、前日発売ではワンアンドオンリーに次ぐ6.2倍の2番人気、当日最終オッズは6.9倍の3番人気に落ち着いている。1番人気は2.4倍のワンアンドオンリー、2番人気は5.3倍、皐月賞2着のトゥザワールドであり、4番人気以降は、サウンズオブアース、トーセンスターダム、ショウナンラグーン、ゴールドアクターが続いていた。
1枠2番からスタートして、好位の内側を追走。同じ厩舎の16番人気サングラスが「淀みのないラップ」で緩めることなく逃げ続けていた。トーホウジャッカルは、2周目の第3コーナー、坂の上り下りから仕掛け始めて進出。内から外に移動して進路を確保し、最終コーナーを通過した。直線まもなく抜け出して先頭。酒井に追われて、背後のワンアンドオンリーやトゥザワールドを突き放した。ただし、馬場の内側から伸びたサウンズオブアースが唯一抵抗。馬体を併せる競り合いにまで持ち込まれたが、もう一伸びしてそれを封じた。決勝線は、サウンズオブアースに半馬身差をつけて、先頭で通過を果たす。

#### 記録
GIならびに重賞初勝利。デビューから149日での菊花賞勝利は、2008年オウケンブルースリの184日を35日上回る史上最速記録。クラシックの追加登録を行い菊花賞を勝利したのは、2002年のヒシミラクル以来2例目だった。また走破タイム3分1秒0は、2006年ソングオブウインドが記録した3分2秒7を1.7秒更新するレースレコード。レースレコードはこれまで14回更新されていたが、1.7秒の更新幅は「文句なしに最大のもの」（軍土門隼夫）だった。さらに2001年の阪神大賞典にてナリタトップロードが記録した3分2秒5を1.5秒更新する日本レコード。このナリタトップロードの記録は、参考記録ながら世界レコードと広く認識されており、同時更新と相成った。史上最速の成り上がり、それもレコード更新を伴った菊花賞優勝は、驚きを以て受け入れられた。例えば柏木集保は「シンデレラボーイ、驚異の新星」、石田敏徳は「空前の『上がり馬』」と表している。
騎乗した酒井は、ニホンピロアワーズで制した2012年ジャパンカップダート以来となるJRA-GI2勝目。谷は、開業20年目でJRA-GI初勝利、キングザファクトで制した2002年ダイヤモンドステークス以来12年ぶりの重賞3勝目であった。また谷の父、谷八郎が調教師として管理していたヒカルイマイで1971年皐月賞、東京優駿（日本ダービー）を勝利しているから、親子併せてクラシック三冠達成。父の管理馬ヒカルイマイの菊花賞は、屈腱炎を発症して出走を断念していたが、その約40年後、皐月賞と東京優駿を断念せざるを得なかった息子の管理馬が菊花賞に出走し、そのタイトルを回収している。谷は優勝直後「この子がこの場に立てたことだけでも感謝していた。それが勝つなんて…。これは生命力の強さです」と述べて涙を流している。
また「トーホウ」高橋は、馬主歴20年でJRA-GI初勝利。トーホウシデンで臨んだ2000年菊花賞、エアシャカールにクビ差の2着敗退を乗り越えての菊花賞戴冠だった。さらに竹島牧場はJRA-GI初勝利、トーホウシャイン、トーホウアマポーラに続く重賞3勝目。加えて父スペシャルウィークは、1999年菊花賞にてセイウンスカイに3馬身半差届かなかったが、息子が優勝。また初めてとなる、産駒牡馬として初めてのJRA-GI優勝であった。
前々日発売の単勝式が一時、オッズ1.4倍の1番人気を示していたのは、金曜日午後4時25分頃にトーホウジャッカルの単勝式200万円を購入するという大口投票行為があったためだった。当日の最終オッズは、6.9倍の3番人気。大口投票をした者は単勝式200万円を的中させ、1380万円程度の高額配当を得ている。この現象は2003年宝塚記念、ヒシミラクルの単勝式で登場した「ミラクルおじさん」を想起させ「ジャッカルおじさん」（デイリースポーツ、日刊スポーツ）と報じられた。

### 菊花賞以降6連敗（2015 - 17年）
休みなしの連戦で成り上がったため、菊花賞以後は年内全休。高橋は有馬記念参戦を提案しているが、谷が却下している。石川県小松市の小松トレーニングセンターにて放牧に出された。古馬となった2015年は、1月28日に帰厩。阪神大賞典で始動するはずだったが、最終追い切り後に右前脚の爪を痛めたために回避。続く天皇賞（春）も爪の治癒が遅れて調整できず回避した。宝塚記念（GI）で復帰するも4着、札幌記念（GII）は8着。秋の天皇賞（秋）は球節の疲れから回避、年内全休する。
翌2016年の5歳春は、前年回避した阪神大賞典、天皇賞（春）参戦するもいずれも敗退。その後二桁着順で連敗する。2017年、6歳は、1月の日経新春杯での始動を考えていたが、右前脚の屈腱炎が判明。復帰を断念して競走馬を引退、1月13日付でJRAの競走馬登録を抹消する。

## 種牡馬時代
2017年より北海道新ひだか町のアロースタッドにて種牡馬として供用された。種付けする繁殖牝馬の数は、初年度から5年は11頭、8頭、7頭、14頭と推移している。初年度産駒は9頭が誕生し、2020年にデビュー。2021年2月20日、小倉競馬場の未勝利戦（ダート1700メートル）にてトーホウスザク（母:トーホウドルチェ、母父:サウスヴィグラス）が勝利し、産駒初勝利を記録している。トーホウスザクは父同様に竹島牧場生産、勝利した日は、竹島の誕生日だったという。
2022年10月31日に北海道新冠町のクラックステーブルへ移動した。

## 競走成績
以下の内容は、JBISサーチおよびnetkeiba.comに基づく。
| 競走日     | 競馬場 | 競走名       | 格       | 距離（馬場）  | 頭 数 | 枠 番 | 馬 番 | オッズ （人気） | 着順 | タイム （上り3F） | 着差 | 騎手        | 斤量 [kg] | 1着馬（2着馬）         | 馬体重 [kg] |
| ---------- | ------ | ------------ | -------- | ------------- | ----- | ----- | ----- | --------------- | ---- | ----------------- | ---- | ----------- | --------- | ---------------------- | ----------- |
| 2014.05.31 | 京都   | 3歳未勝利    |          | 芝1800m（良） | 18    | 7     | 14    | 032.9（10人）   | 10着 | R1:50.5（34.1）   | -1.0 | 0酒井学     | 56        | サンレイロッキー       | 500         |
| 0000.06.22 | 阪神   | 3歳未勝利    |          | ダ1800m（稍） | 16    | 4     | 7     | 009.00（5人）   | 09着 | R1:56.4（38.9）   | -2.7 | 0幸英明     | 56        | ケルンウィナー         | 498         |
| 0000.07.12 | 中京   | 3歳未勝利    |          | 芝1600m（良） | 16    | 6     | 12    | 044.30（8人）   | 01着 | R1:36.8（34.3）   | -0.0 | 0酒井学     | 56        | （フラッシュバイオ）   | 488         |
| 0000.08.03 | 小倉   | 3歳上500万下 |          | 芝1800m（重） | 16    | 1     | 1     | 013.20（6人）   | 01着 | R1:48.3（34.6）   | -0.2 | 0酒井学     | 54        | （ラブラバード）       | 490         |
| 0000.09.06 | 小倉   | 玄海特別     | 1000万下 | 芝2000m（良） | 13    | 8     | 13    | 006.60（3人）   | 02着 | R1:59.1（34.7）   | -0.0 | 0酒井学     | 53        | エーシンマックス       | 486         |
| 0000.09.28 | 阪神   | 神戸新聞杯   | GII      | 芝2400m（良） | 16    | 1     | 2     | 063.60（9人）   | 03着 | R2:24.4（34.8）   | -0.0 | 0酒井学     | 53        | ワンアンドオンリー     | 484         |
| 0000.10.26 | 京都   | 菊花賞       | GI       | 芝3000m（良） | 18    | 1     | 2     | 006.90（3人）   | 01着 | R3:01.0（34.5）   | -0.1 | 0酒井学     | 57        | （サウンズオブアース） | 484         |
| 2015.06.28 | 阪神   | 宝塚記念     | GI       | 芝2200m（良） | 16    | 7     | 14    | 017.70（7人）   | 04着 | R2:14.7（34.8）   | -0.3 | 0酒井学     | 58        | ラブリーデイ           | 484         |
| 0000.08.23 | 札幌   | 札幌記念     | GII      | 芝2000m（良） | 15    | 7     | 12    | 002.90（1人）   | 08着 | R1:59.5（36.3）   | -0.5 | 0酒井学     | 57        | ディサイファ           | 486         |
| 2016.03.20 | 阪神   | 阪神大賞典   | GII      | 芝3000m（良） | 11    | 3     | 3     | 003.50（2人）   | 07着 | R3:07.8（37.3）   | -2.0 | 0M.デムーロ | 57        | シュヴァルグラン       | 504         |
| 0000.05.01 | 京都   | 天皇賞（春） | GI       | 芝3200m（良） | 18    | 5     | 9     | 017.40（7人）   | 05着 | R3:15.6（34.9）   | -0.3 | 0酒井学     | 58        | キタサンブラック       | 492         |
| 0000.06.26 | 阪神   | 宝塚記念     | GI       | 芝2200m（稍） | 17    | 6     | 11    | 017.70（6人）   | 15着 | R2:14.9（38.5）   | -2.1 | 0酒井学     | 58        | マリアライト           | 492         |
| 0000.12.03 | 中京   | 金鯱賞       | GII      | 芝2000m（良） | 13    | 6     | 9     | 010.10（5人）   | 11着 | R2:00.4（33.6）   | -0.7 | 0酒井学     | 57        | ヤマカツエース         | 504         |

- タイム欄のRはレコード勝ちを示す。

## 種牡馬成績
以下の内容は、JBISサーチの情報に基づく。
| 種付年度 | 種付頭数 | 生産頭数 | 血統登録頭数 | 出走頭数 | 勝馬頭数 | 重賞勝馬頭数 | AEI  | CPI  |
| -------- | -------- | -------- | ------------ | -------- | -------- | ------------ | ---- | ---- |
| 2017     | 11       | 9        | 9            | 9        | 4        | 0            | 1.15 |      |
| 2018     | 8        | 6        | 6            | 6        | 5        | 0            | 0.79 |      |
| 2019     | 7        | 4        | 4            | 4        | 4        | 0            | 1.43 |      |
| 2020     | 14       | 5        | 4            | 4        | 3        | 0            | 0.67 |      |
| 2021     | 6        | 4        | 4            | 2        | 0        | 0            | 0.28 |      |
| 2022     | 4        | 1        | 1            | 1        | 0        | 0            | 0.00 |      |
| 2023     | 4        | 1        | 1            | 0        | -        | -            |      |      |
| 合計     | 合計     | 合計     | 30           | 26       | 16       | 0            | 1.13 | 0.87 |

- 情報は、2025年6月28日時点。
- 出走頭数、勝馬頭数、重賞勝馬頭数、アーニングインデックス、コンパラブルインデックスは、平地競走に限る。

## 血統表
| トーホウジャッカルの血統（*印は海外産の日本輸入馬） | トーホウジャッカルの血統（*印は海外産の日本輸入馬）   | トーホウジャッカルの血統（*印は海外産の日本輸入馬） | （血統表の出典）                              | （血統表の出典）   |
| 父系                                                | サンデーサイレンス系                                  | サンデーサイレンス系                                | サンデーサイレンス系                          | [ § 2 ]            |
| 父 スペシャルウィーク 1995 黒鹿毛                   | 父の父* サンデーサイレンス Sunday Silence 1986 青鹿毛 | Halo                                                | Hail to Reason                                | Hail to Reason     |
| 父 スペシャルウィーク 1995 黒鹿毛                   | 父の父* サンデーサイレンス Sunday Silence 1986 青鹿毛 | Halo                                                | Cosmah                                        |                    |
| 父 スペシャルウィーク 1995 黒鹿毛                   | 父の父* サンデーサイレンス Sunday Silence 1986 青鹿毛 | Wishing Well                                        | Understanding                                 | Understanding      |
| 父 スペシャルウィーク 1995 黒鹿毛                   | 父の父* サンデーサイレンス Sunday Silence 1986 青鹿毛 | Wishing Well                                        | Mountain Flower                               |                    |
| 父 スペシャルウィーク 1995 黒鹿毛                   | 父の母キャンペンガール 1987 鹿毛                      | マルゼンスキー                                      | Nijinsky II                                   | Nijinsky II        |
| 父 スペシャルウィーク 1995 黒鹿毛                   | 父の母キャンペンガール 1987 鹿毛                      | マルゼンスキー                                      | * シル                                        |                    |
| 父 スペシャルウィーク 1995 黒鹿毛                   | 父の母キャンペンガール 1987 鹿毛                      | レディーシラオキ                                    | * セントクレスピン                            | * セントクレスピン |
| 父 スペシャルウィーク 1995 黒鹿毛                   | 父の母キャンペンガール 1987 鹿毛                      | レディーシラオキ                                    | ミスアシヤガワ                                |                    |
| 母 *トーホウガイア 2001 栗毛                        | 母の父Unbridled's Song 1993 芦毛                      | Unbridled                                           | Fappiano                                      | Fappiano           |
| 母 *トーホウガイア 2001 栗毛                        | 母の父Unbridled's Song 1993 芦毛                      | Unbridled                                           | Gana Facil                                    |                    |
| 母 *トーホウガイア 2001 栗毛                        | 母の父Unbridled's Song 1993 芦毛                      | Trolley Song                                        | Caro                                          | Caro               |
| 母 *トーホウガイア 2001 栗毛                        | 母の父Unbridled's Song 1993 芦毛                      | Trolley Song                                        | Lucky Spell                                   |                    |
| 母 *トーホウガイア 2001 栗毛                        | 母の母Agami 1995 鹿毛                                 | Nureyev                                             | Northern Dancer                               | Northern Dancer    |
| 母 *トーホウガイア 2001 栗毛                        | 母の母Agami 1995 鹿毛                                 | Nureyev                                             | Special                                       |                    |
| 母 *トーホウガイア 2001 栗毛                        | 母の母Agami 1995 鹿毛                                 | Agacerie                                            | Exclusive Native                              | Exclusive Native   |
| 母 *トーホウガイア 2001 栗毛                        | 母の母Agami 1995 鹿毛                                 | Agacerie                                            | Quiet Charm                                   |                    |
| 母系(F-No.)                                         | トーホウガイア(USA)系(FN:16-a)                        | トーホウガイア(USA)系(FN:16-a)                      | トーホウガイア(USA)系(FN:16-a)                | [ § 3 ]            |
| 5代内の近親交配                                     | Northern Dancer 9.38% 5x4、Nearctic 6.25% 5x5         | Northern Dancer 9.38% 5x4、Nearctic 6.25% 5x5       | Northern Dancer 9.38% 5x4、Nearctic 6.25% 5x5 | [ § 4 ]            |
| 出典                                                | 1. 2. 3. 4.                                           | 1. 2. 3. 4.                                         | 1. 2. 3. 4.                                   | 1. 2. 3. 4.        |

- 半姉にCBC賞（GIII）を勝利したトーホウアマポーラ（父:フジキセキ）がいる。
- 曾祖母のAgacerieはヴァインランドハンデキャップ（G3）の勝ち馬で、フラワーボウルハンデキャップ（G1）でも3着になっている。
- 四代母のQuiet Charmの孫にNYRAマイルハンデキャップ（G1）を勝利したクワイエットアメリカン（父:ファピアノ）がいる。
- その他の近親はプラッキーリエージュ#主なファミリーラインを参照。